# Western Hearts (film, 1911)

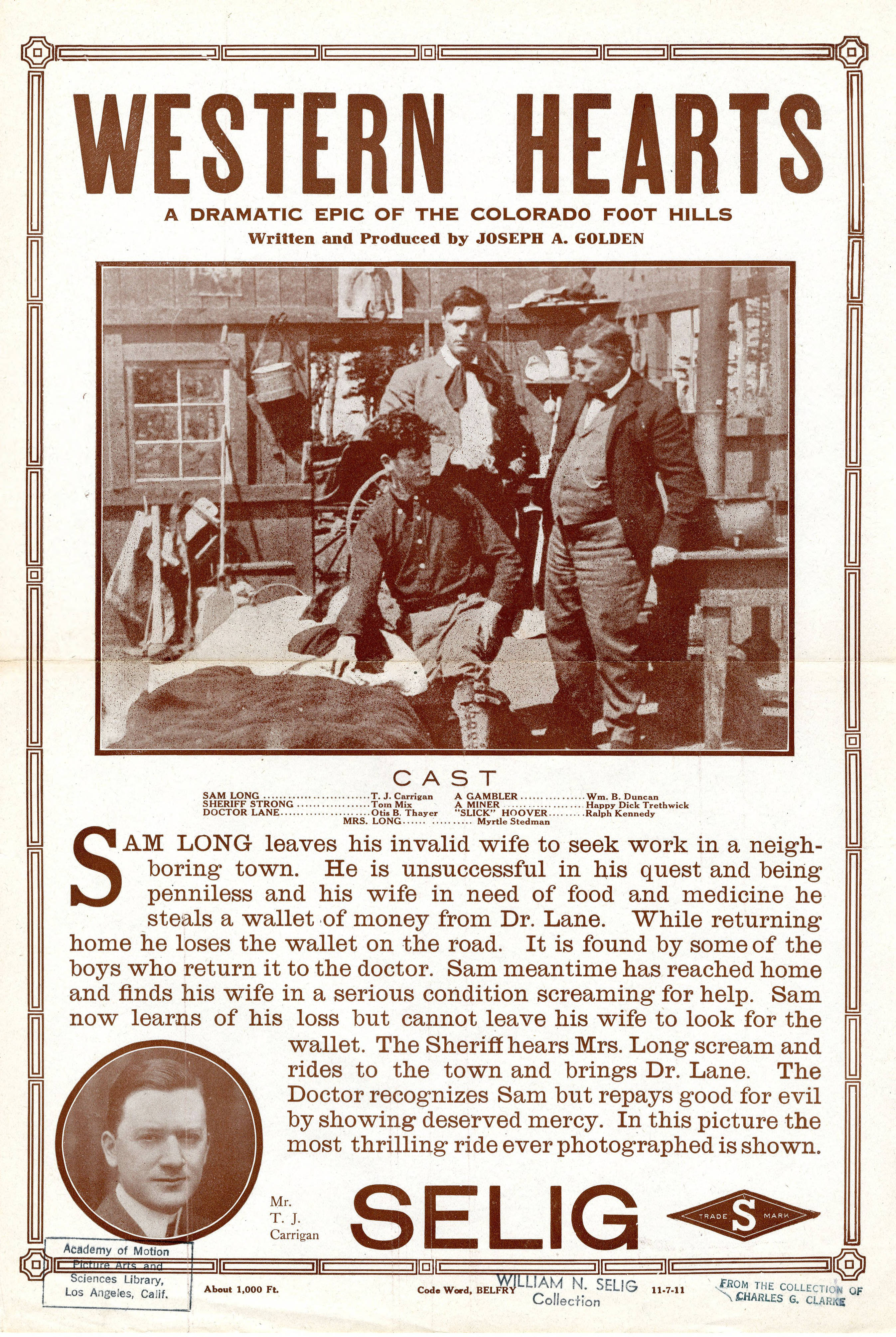
Prospectus publicitaire pour la sortie du film en 1911

Pour les articles homonymes, voir Western Hearts.

Western Hearts est un film muet américain réalisé par Joseph A. Golden et sorti en 1911.

## Fiche technique
- Réalisation : Joseph A. Golden
- Scénario : Joseph A. Golden
- Production : William Selig
- Format : Muet - Noir et blanc - 1,33:1 - 35 mm - Son mono
- Genre : western
- Durée : 10 minutes
- Date de sortie :  États-Unis : 7 novembre 1911

## Distribution
- Thomas Carrigan : Sam Long
- Tom Mix : le sheriff Strong
- Otis Thayer : Docteur Lane
- William Duncan : le joueur
- Myrtle Stedman : Mrs Long
- Ralph Kennedy : Slick Hower
- Richard Trethwick : un mineur
- Old Blue : le cheval de Strong